# Orchestina dentifera
Espèce
Synonymes
- Orchestina justini Saaristo, 2001

Orchestina dentifera est une espèce d'araignées aranéomorphes de la famille des Oonopidae.

## Distribution
Cette espèce se rencontre en Jamaïque, à Hispaniola et au Brésil,. Elle a été introduite en Tanzanie, à La Réunion, aux Seychelles et au Sri Lanka.

## Description
Le mâle décrit par Izquierdo et Ramírez en 2017 mesure 1,00 mm et la femelle 1,00 mm.

## Publication originale
- Simon, 1893 : Descriptions de quelques arachnides appartenant aux familles des Leptonetidae et Oonopidae.  Annales de la Société entomologique de France, vol. 62, Bulletin, p. 247-248 (texte intégral).